# Formicoxenus
Formicoxenus és un gènere de formigues de la subfamília dels mirmicins (Myrmicinae). Té una distribució holàrtica, incloent-hi la península Ibèrica.

## Espècies
El gènere Formicoxenus inclou 8 espècies, de les quals una viu a la península Ibèrica:
- Formicoxenus chamberlini Wheeler, 1904
- Formicoxenus diversipilosus (Smith, 1939)
- Formicoxenus gebaueri Seifert, 2023
- Formicoxenus hirticornis (Emery, 1895)
- Formicoxenus nitidulus (Nylander, 1846) - present a la península Ibèrica[1]
- Formicoxenus provancheri (Emery, 1895)
- Formicoxenus quebecensis Francoeur, 1985
- Formicoxenus sibiricus (Forel, 1899)